# Mieżador
Mieżador (ros. Межадор) – wieś (sieło) w Rosji, w Republice Komi, w rejonie sysolskim. W 2010 liczyła 65 mieszkańców.

## Urodzeni
- Iwan Morozow – radziecki polityk.